# Án lệ 64/2023/AL
Án lệ 64/2023/AL về định khung hình phạt và tình tiết định khung tăng nặng "có tổ chức" trong tội "bắt cóc nhằm chiếm đoạt tài sản" là án lệ thứ 64 thuộc lĩnh vực hình sự của hệ thống pháp luật Việt Nam, được Hội đồng Thẩm phán Tòa án nhân dân tối cao thông qua, Chánh án Nguyễn Hòa Bình ra quyết định công bố ngày 1 tháng 10 năm 2023, và có hiệu lực cho tòa án các cấp trong cả nước nghiên cứu, áp dụng trong xét xử từ ngày 1 tháng 11 năm 2023. Án lệ này dựa trên nguồn là Quyết định giám đốc thẩm số 15/2022/HS-GĐT ngày 04/10/2022 của Hội đồng Thẩm phán Tòa án nhân dân tối cao, nội dung xoay quanh tội "bắt cóc nhằm chiếm đoạt tài sản", tranh luận về việc "định khung hình phạt" và việc xác định hành vi phạm tội có tổ chức. Án lệ này cho Vụ Pháp chế và Quản lý khoa học Tòa án nhân dân tối cao đề xuất.
Trong vụ án của án lệ này, xuất phát điểm từ việc vay nợ không trả, người vay trốn vào Thành phố Hồ Chí Minh, chủ nợ bèn lập mưu giả mạo, dụ dỗ người nợ trở lại Hà Nội thông qua tình cảm trai gái, cùng với một nhóm người bắt cóc người vay nhằm tạo áp lực lên gia đình của người vay để thu hồi lại khoản nợ. Song việc bất thành, cả nhóm đầu thú. Trong quá trình tố tụng, tội danh được kết luận cho chủ nợ và đồng bọn là "tội bắt cóc nhằm chiếm đoạt tài sản", tòa cấp sơ thẩm tuyên tình tiết tăng nặng là các bị cáo "chiếm đoạt tài sản trị giá từ 50 triệu đồng đến dưới 200 triệu đồng", tuy nhiên sau khi kháng cáo, tình tiết này bị tòa cấp phúc thẩm bác bỏ. Sau cùng, với kháng nghị của Viện trưởng Viện kiểm sát nhân dân tối cao, vụ án được giám đốc thẩm theo hướng định khung tăng nặng tình tiết "chiếm đoạt tài sản trị giá từ 50 triệu đồng đến dưới 200 triệu đồng" dù chưa chiếm được trên thực tế, đồng thời với tình tiết phạm tội "có tổ chức", giao lại cho tòa cấp sơ thẩm xét xử lại.

## Nội dung vụ án
Tháng 8 năm 2018, Trần Văn Nam cho Lưu Mạnh Tuấn vay 150 triệu đồng, sau đó nhiều lần đòi nợ nhưng bất thành. Trong giai đoạn này, Tuấn bỏ trốn Nam để vào Thành phố Hồ Chí Minh, Nam bèn mượn tài khoản Zalo của người quen là Nguyễn Diệu Linh, mạo danh Linh để kết bạn, nói chuyện và hẹn Tuấn đi chơi ở Tam Đảo, Vĩnh Phúc vào chiều ngày 15 tháng 1 năm 2019. Ngày 12 tháng 1 năm 2019, Nam lập mưu bắt giữ Tuần để đòi nở, rủ một nhóm người cùng tham gia gồm Linh, Nguyễn Quang Trường, Nguyễn Văn Đắc, Phan Văn Quyền. Nhóm người đã chuẩn bị các vật dụng như gậy rút, bình xịt hơi cay, bật lửa điện và còng số 8. Khoảng 14 giờ 30 phút (UTC+07:00) ngày 15 tháng 1, Nam bảo Đắc thuê xe taxi của tài xế Trịnh Anh Tùng để chở cả bọn ra sân bay Nội Bài. Trong quá trình di chuyển, Nam bàn bạc cách thức bắt giữ Tuấn để đòi nợ, và tài xế Tùng biết rõ phi vụ này. Trên xe, Linh nhận được điện thoại của Tuấn thông báo 19 giờ (UTC+07:00) cùng ngày sẽ đến Nội Bài. Khoảng 15 giờ (UTC+07:00), tài xế Tùng chở cả nhóm đến sân bay Nội Bài và thuê 2 phòng nghỉ gần sân bay. Tại đây, nhóm nói cho tài xế Tùng biết kế hoạch bắt giữ Tuấn, cụ thể kế hoạch là phân công Linh thuê xe taxi khác đi trước đón Tuấn, tài xế Tùng chở mọi người theo sau, đến khi taxi của Linh và Tuấn dừng lại thì nhờ tài xế Tùng đỗ xe phía sau để mọi người chạy lên bắt giữ Tuấn. Tài xế Tùng đồng ý với sự phân công của nhóm.
Khoảng 19 giờ 20 phút (UTC+07:00) ngày 15 tháng 1, Linh đón Tuấn và thuê xe taxi đi theo hướng Tam Đảo. Nhóm đi theo sau. Trên xe, Nam đưa cho Đắc và Trường mỗi người 1 gậy rút, đưa cho Quyền bình xịt hơi cay. Đi được khoảng 15 km thì xe taxi chở Linh và Tuấn dừng lại, nhóm cũng dừng lại sau lưng. Nhóm xuống xe và chạy sang xe taxi của Tuần. Trường đưa Linh sang xe của tài xế Tùng, Nam mở cửa sau bên trái, Đắc mở cửa sau bên phải, Quyền mở cửa trước ghế phụ xe taxi của Tuấn và xịt hơi cay vào mặt Tuấn. Nam và Đắc dùng gậy đánh, tay đấm mặt Tuấn cho đến khi Tuấn xin trả tiền nợ thì mới dừng lại. Nam và Đắc giữ tay Tuấn, đưa còng số 8 để khóa một đầu vào tay phải của Tuấn, một đầu khóa vào gầm ghế lái. Đắc lấy áo trùm đầu Tuấn và yêu cầu lái xe đi về hướng Bắc Ninh. Đến Bắc Ninh, nhóm đem Tuấn về giữ tại kho tập kết phế liệu của Trường. Đến kho, Nam lấy điện thoại của Tuấn và xóa hết tin nhắn, lịch sử cuộc gọi giữa Tuấn và Linh. Quyền kiểm tra và giữ lại ví, thẻ ATM, chứng minh nhân dân, trả lại 2,7 triệu đồng cho Tuấn. Sau đó, nhóm đưa Tuấn xuống xe, đưa vào nhà vệ sinh. Quyền dùng còng số 8 khóa tay Tuấn, dùng dây trói 2 tay ra phía sau, dùng băng dính quấn vào tay, bịt miệng Tuấn. Nam và Đắc đi taxi về nhà Nam để lấy dây xích dài khoảng 1,5 m nhằm trói Tuấn rồi đi mua đồ ăn và quay lại nhà kho. Nam trả tiền và tài xế Tùng đi về. Sau đó, cả nhóm và Tuấn ngồi ăn tại kho. Lúc ngồi ăn, Quyền bảo Tuấn trả tiền cho Nam thì sẽ được thả. Ăn xong, Quyền và Đắc chuyển Tuấn ra góc kho bên phải, dùng băng dính buộc chân, tay bên trái của Tuấn, tay phải vẫn khóa bằng còng số 8 buộc với dây xích vào cột sắt trong kho để Tuấn không trốn hoặc tự tử được. Khoảng 24 giờ (UTC+07:00) ngày 15 tháng 1, cả nhóm về, còn Đắc và Quyền ở lại kho trông giữ Tuấn.
Trưa ngày 16 tháng 1, cả nhóm tập trung tại nhà kho. Nam đưa điện thoại bắt Tuấn gọi về nhà, bảo người nhà chuyển tiền vào tài khoản của Tuấn và rút tiền trả nợ cho Nam. Khoảng 13 giờ (UTC+07:00) cùng ngày, Đắc gọi anh tài xế Tùng đến nhà kho đón Đắc, trong khi đó Nam đấm Tuấn, đưa điện thoại bắt Tuấn gọi về nhà, yêu cầu gia đình chuyển 150 triệu vào tài khoản của Tuấn. Lúc này, Tuấn gọi cho vợ cũ, nói việc bị bắt giữ vì nợ tiền và nhờ vợ cũ sang nhà bảo bố mẹ Tuấn đi vay tiền chuyển vào tài khoản của Tuấn thì anh mới được thả. Tuy nhiên, bởi đã ly hôn nên vợ cũ không làm theo lời Tuấn. Sau đó, Tuấn gọi cho cô ruột, nói đang nợ tiền, bị bắt, đánh, trói và bảo cô ruột nhắn bố mẹ vay tiền cứu anh. Người cô ruột đến nhà thông báo nhưng bố mẹ Tuấn không có tiền gửi. Sau đó, Tuấn gọi cho một người bạn, nói rằng nợ tiền và đang bị giữ ở Bắc Ninh, nhờ bạn chuyển tiền để anh được thả về. Khoảng 14 (UTC+07:00) giờ ngày 16 tháng 1, không thấy người nhà Tuấn chuyển tiền nên Quyền, Nam dùng điếu cày, bình cứu hỏa đánh Tuấn. Tối cùng ngày, Linh thuê taxi về Hà Nội, Nam mượn xe ô tô cùng Đắc đưa Tuấn về phòng trọ của Quyền, và Quyền lấy dây xích trói Tuấn vào chân giường, Đắc, Trường về. Quyền giữ Tuấn từ ngày 17 tháng 1 đến sáng ngày 18 tháng 1. Ở phòng trọ của Quyền, Tuấn nhờ Nam chụp ảnh việc bị đánh và trói gửi cho người bạn đã nhờ trước đó, đồng thời gọi cho chị họ để gia đình tin và chuyển tiền vào tài khoản của Tuấn để trả nợ cho Nam. Nam bảo Tuấn nói với chị họ rằng nếu không chuyển tiền trả nợ thì Nam chặt tay, và chị họ đồng ý lo tiền chuộc, trả nợ cho Tuấn. Khoảng 01 giờ (UTC+07:00) ngày 19 tháng 1, tài xế Tùng chở Quyền, Đắc, Tuấn ra nghĩa trang huyện Yên Phong, dọa đốt Tuấn. Sau đó, tài xế Tùng chở Quyền, Đắc, Tuấn đến quán karaoke, đưa Tuấn lên phòng 701 và trông giữ Tuấn, Đắc và tài xế Tùng đi về. Khoảng 8 giờ (UTC+07:00) ngày 19 tháng 1, Đắc đến thay Quyền trông giữ Tuấn, tiếp tục bắt Tuấn gọi điện về nhà yêu cầu chuyển tiền và kiểm tra tài khoản của Tuấn thì thấy có gần 39 triệu đồng, trong đó: tiền có sẵn trong tài khoản là gần 24 triệu đồng, tiền chị họ chuyển hồi 10 giờ 12 phút (UTC+07:00) ngày 19 tháng 1 là 10 triệu đồng và hồi 10 giờ 30 phút (UTC+07:00) ngày 19 tháng 1 là 5 triệu đồng.
Khoảng 11 giờ (UTC+07:00) ngày 19 tháng 1, Đắc đưa Tuấn đến trụ sở công an đầu thú. Sau đó, các thành viên còn lại của nhóm lần lượt đầu thú.

## Tiền giám đốc thẩm
Ngày 8 tháng 10 năm 2019, Tòa án nhân dân tỉnh Bắc Ninh mở phiên hình sự sơ thẩm ở trụ sở tại phường Hòa Long, thành phố Bắc Ninh. Tòa sơ thẩm tuyên cả nhóm phạm "tội bắt cóc chiếm đoạt tài sản" với tình tiết "chiếm đoạt tài sản trị giá từ 50 triệu đồng đến dưới 200 triệu đồng", xử phạt lần lượt: Nam 42 tháng tù; Quyền và Đạt 36 tháng tù; Linh, Trường, tài xế Tùng đều 30 tháng tù nhưng cho hưởng án treo, thời gian thử thách 60 tháng tính từ ngày tuyên án sơ thẩm. Ngày 21 tháng 10 cùng năm, Nam, Quyền và Đạt kháng cáo, đề nghị Tòa án xem xét lại tội danh, giảm hình phạt và cho các bị cáo hưởng án treo.
Ngày 30 tháng 10 năm 2020, Tòa án nhân dân cấp cao tại Hà Nội mở phiên phúc thẩm tại trụ sở ở ngõ 2 Tôn Thất thuyết, phường Yên Hoà, quận Cầu Giấy, Hà Nội. Tòa phúc thẩm nhận định rằng nhóm của Nam phạm "tội bắt cóc chiếm đoạt tài sản" nhưng chưa chiếm đoạt số tiền 150 triệu đồng, do đó không quy về tình tiết "chiếm đoạt tài sản trị giá từ 50 triệu đồng đến dưới 200 triệu đồng", tuyên chấp nhận kháng cáo, xử phạt giảm tội, cụ thể là: Nam và Quyền 24 tháng tù; Đắc 24 tháng tù cho hưởng án treo; Linh, Trường và tài xế Tùng 18 tháng tù cho hưởng án treo.
Ngày 31 tháng 8 năm 2021, Viện trưởng Viện kiểm sát nhân dân tối cao Lê Minh Trí ký quyết định kháng nghị giám đốc thẩm, theo đó kháng nghị bản án hình sự phúc thẩm của Tòa cấp cao Hà Nội về phần trách nhiệm hình sự đối với nhóm tội phạm của Nam. Viện trưởng đề nghị Hội đồng Thẩm phán Tòa án nhân dân tối cao xét xử giám đốc thẩm theo hướng hủy bản án hình sự phúc thẩm và bản án hình sự sơ thẩm về phần trách nhiệm hình sự của nhóm tội phạm để xét xử sơ thẩm lại theo hướng áp dụng quy về tình tiết phạm tội "có tổ chức", "chiếm đoạt tài sản trị giá từ 50 triệu đồng đến dưới 200 triệu đồng" đối với tất cả các bị cáo, tăng hình phạt và không cho hưởng án treo đối với các bị cáo chủ mưu, cầm đầu và thực hành tích cực.

## Giám đốc thẩm
Ngày 4 tháng 10 năm 2023, với yêu cầu kháng nghị của Viện trưởng, Hội đồng Thẩm phán đã nhất trí mở phiên xét xử giám đốc thẩm tại trụ sở tòa ở số 48 đường Lý Thường Kiệt, Hoàn Kiếm, Hà Nội. Trong quá trình xét xử này, Hội đồng xét xử tập trung vào nội dung vụ việc để đưa ra quyết định.

### Nhận định của Tòa án
Về tội danh, dựa trên nội dung vụ án về việc Tuấn vay tiền Nam, không trả được nên trốn vào Thành phố Hồ Chí Minh nên Nam đã nghĩ cách bắt giữ Tuấn để đòi nợ, bàn bạc với nhóm Quyền, Đắc, Linh, Trường và tài xế Tùng, đã dùng dây trói, đánh, bắt nhốt Tùng từ khoảng 19 giờ 20 phút (UTC+07:00) ngày 15 tháng 1 năm 2019 đến khoảng 11 giờ (UTC+07:00) ngày 19 tháng 1 cùng năm để gây áp lực, nhằm mục đích buộc Tuấn phải thông báo cho gia đình chuyển 150 triệu đồng vào tài khoản của Tuấn để trả nợ cho Nam, theo đó các hành vi nêu trên đã đủ yếu tố cấu thành tội bắt cóc nhằm chiếm đoạt tài sản quy định tại Điều 169 Bộ luật Hình sự, nhất trí với Tòa sơ thẩm, phúc thẩm về tội danh này. Về định khung hình phạt, Hội đồng xét xử nhận định rằng các bị cáo thực hiện hành vi bắt giữ, trói, nhốt, đánh Tuấn nhằm gây áp lực để Tuấn phải gọi cho gia đình, người thân chuyển số tiền 150 triệu đồng đã vay của Nam vào tài khoản của Tuấn, trả nợ cho Nam thì Tuấn mới được thả về. Như vậy, mục đích của chuỗi hành vi bắt giữ, trói, nhốt, đánh Tuấn mà các bị cáo thực hiện là nhằm chiếm đoạt số tiền 150 triệu đồng của gia đình Tuấn. Việc chị họ của Tuấn mới chuyển vào tài khoản của Tuấn 2 lần với tổng số tiền là 15 triệu đồng và trong tài khoản của Tuấn có sẵn gần 24 triệu đồng nhưng các bị cáo chưa buộc Tuấn rút số tiền này để đưa cho các bị cáo thì vẫn không làm thay đổi mục đích chiếm đoạt ban đầu của các bị cáo là 150 triệu đồng. Do đó, các bị cáo phải chịu trách nhiệm hình sự với số tiền 150 triệu đồng là mục đích chiếm đoạt của các bị cáo từ khi bắt đầu việc bắt giữ Tuấn. Các bị cáo phải bị xét xử về "tội bắt cóc nhằm chiếm đoạt tài sản" với tình tiết định khung hình phạt "chiếm đoạt tài sản trị giá từ 50 triệu đồng đến dưới 200 triệu đồng".
Tình tiết "chiếm đoạt tài sản trị giá từ 50 triệu đồng đến dưới 200 triệu đồng" là tình tiết định khung tăng nặng của khoản 1 Điều 169 Bộ luật Hình sự nên vẫn tuân theo nguyên tắc cấu thành hình thức của khoản 1, theo đó số tiền chiếm đoạt để định khung ở đây vẫn phải xem xét theo mục đích chiếm đoạt của các bị cáo khi thực hiện hành vi bắt giữ Tuấn. Việc Tòa phúc thẩm cho rằng cụm từ "nhằm chiếm đoạt tài sản" ở khoản 1 và cụm từ "số tiền chiếm đoạt" ở khoản 2 Điều 169 Bộ luật Hình sự phải được hiểu khác nhau, theo đó cụm từ "nhằm chiếm đoạt tài sản" ở khoản 1 được hiểu là chỉ cần các bị cáo có mục đích chiếm đoạt tài sản của gia đình người bị bắt cóc, còn thực tế có chiếm đoạt được hay không không ảnh hưởng đến cấu thành tội phạm; còn cụm từ "số tiền chiếm đoạt" ở khoản 2 được hiểu là phải chiếm đoạt được số tiền này trên thực tế thì mới cấu thành tội phạm ở khung tăng nặng là không có căn cứ.
Trong vụ án này, bị cáo Nam là người khởi xướng; trực tiếp rủ các bị cáo khác tham gia việc bắt giữ Tuấn; trực tiếp chuẩn bị các công cụ, phương tiện phạm tội như còng số 8, dây trói, xịt hơi cay; đồng thời là người lên kế hoạch, phân công nhiệm vụ cho các bị cáo khác từ việc dùng Zalo của bị cáo Linh mạo danh để kết bạn, rủ Tuấn từ Thành phố Hồ Chí Minh ra Hà Nội, chọn địa điểm đón, phân công Linh đi đón, chọn địa điểm, thời gian để xe taxi chở Linh và Tuấn phải tạm dừng dọc đường để đồng bọn tiếp cận, bắt giữ Tuấn, chọn địa điểm nhốt, phân công người trông giữ. Do vậy, có thể kết luận Nam là người tổ chức, cầm đầu, chủ mưu. Các bị cáo khác là người thực hành, giúp sức tích cực cho Nam trong kế hoạch. Giữa Nam và các bị cáo khác có sự cấu kết chặt chẽ, các bị cáo khác đều thực hiện nhất quán theo sự chỉ đạo của Nam. Hành vi bắt giữ, trói, nhốt, đánh Tuấn nhằm chiếm đoạt số tiền 150 triệu đồng của gia đình Tuấn kéo dài từ ngày 12 tháng 1 đến ngày 19 tháng 1 năm 2019. Do đó, hành vi của các bị cáo có dấu hiệu của phạm tội "có tổ chức". Tòa sơ thẩm không nhận định tình tiết trên là thiếu sót, đồng thời xử phạt các bị cáo dưới mức thấp nhất của khung hình phạt (từ 5 năm đến 12 năm tù) là không nghiêm.
Về hình phạt, Hội đồng xét xử nhận định rằng Nam là người khởi xướng, giữ vai trò chủ mưu, cầm đầu; các bị cáo Quyền, Đắc khi được Nam rủ tham gia đã giúp sức tích cực, có hành vi bắt giữ, trói, đánh, đe dọa bị hại nên có vai trò thứ 2 sau Nam. Trường, tài xế Tùng có vai trò thứ 3 trong vụ án, trong đó tài xế Tùng mặc dù không được bàn bạc từ trước tham gia giữa quá trình theo sự chỉ đạo của Nam. Bị cáo Linh có hành vi cho Nam mượn tài khoản Zalo để kết bạn, hẹn Tuấn, tham gia đón và đưa Tuấn ến điểm hẹn theo kế hoạch, tuy nhiên, khi nhóm bắt giữ Tuấn thì Linh đã bỏ về Hà Nội và không tham gia nữa. Do đó, Linh giữ vai trò thấp nhất trong vụ án. Về tình tiết tăng nặng, giảm nhẹ, Hội đồng xét xử nhận thấy các bị cáo đều ra đầu thú, thành khẩn khai nhận hành vi phạm tội và ăn năn hối cải, đã bồi thường cho bị hại 20 triệu đồng và bị hại có đơn xin giảm nhẹ hình phạt cho tất cả các bị cáo. Do đó, các bị cáo được hưởng các tình tiết giảm nhẹ. Ngoài ra, một số bị cáo có tình tiết giảm nhẹ khác như có bố, mẹ, ông, bà nội, ngoại được tặng thưởng huân, huy chương kháng chiến; tại giai đoạn phúc thẩm, bị cáo Đắc có công tố giác 2 vụ án về cướp tài sản và trộm cắp tài sản được Công an huyện Yên Phong ghi nhận, bị cáo Nam cung cấp thông tin để cơ quan điều tra bắt giữ đối tượng mua bán trái phép chất ma túy, được chính quyền địa phương xác nhận đã tự nguyện tham gia tích cực trong phong trào chống Đại dịch COVID-19. Về nhân thân, các bị cáo Nam, Quyền, Đắc, Linh đều có nhân thân tốt, bị cáo Trường và Tùng tuy từng bị xét xử nhưng đã được đương nhiên xóa án tích trước khi phạm tội trong vụ án này.

### Quyết định
Với những nhận định trong phiên giám đốc thẩm, Hội đồng xét xử ban hành quyết định chấp nhận quyết định kháng nghị giám đốc thẩm của Viện trưởng Viện kiểm sát nhân dân tối cao đối với bản án phúc thẩm của Tòa án nhân dân cấp cao tại Hà Nội; hủy bản án phúc thẩm, sơ thẩm, chuyển hồ sơ vụ án cho Tòa án nhân dân tỉnh Bắc Ninh để xét xử sơ thẩm lại.

## Hình thành án lệ
Sau khi quyết định giám đốc thẩm được ban hành vào cuối năm 2022, Vụ Pháp chế và Quản lý khoa học đã đề xuất lựa chọn làm án lệ nhằm nhấn mạnh tình tiết định khung tăng nặng "có tổ chức" trong "tội bắt cóc nhằm chiếm đoạt tài sản", vượt qua bước đầu trở thành 1 trong 14 đề xuất của đầu năm 2023. Tòa án nhân dân tối cao đã phối hợp với Liên minh châu Âu và Chương trình phát triển Liên hợp quốc (UNDP) tổ chức lấy ý kiến từ ngày 19 tháng 4 năm 2023, thông qua hội thảo các chuyên gia, nhà khoa học, nhà hoạt động thực tiễn; và trực tuyến công khai trên trang tin điện tử án lệ. Sau đó, Hội đồng tư vấn án lệ được tổ chức họp nhằm thảo luận, cho ý kiến đối với nội dung của 14 dự thảo án lệ được đề xuất phát triển thành án lệ vào ngày 2 tháng 6. Sau khi nghe đại diện Vụ Pháp chế và Quản lý khoa học trình bày báo cáo tóm tắt về các dự thảo án lệ đưa ra lấy ý kiến, các thành viên Hội đồng đã thảo luận, đưa ra các ý kiến bình luận, đánh giá và góp ý chi tiết đối với từng dự thảo án lệ. Trên cơ sở ý kiến góp ý của các thành viên Hội đồng tư vấn án lệ, Vụ Pháp chế và Quản lý khoa học nghiên cứu, tiếp thu, chỉnh lý các dự thảo án lệ, xin rút 5 dự thảo án lệ, đồng thời phiên họp kết luận đề xuất xem xét lựa chọn, thông qua 8 dự thảo án lệ và cân nhắc 1 dự thảo án lệ. Ngày 16 tháng 8, Hội đồng Thẩm phán họp và quyết định thông qua 7 trong 8 dự thảo, trong đó có quyết định giám đốc thẩm của vụ việc này, chính thức là Án lệ số 64/2023/AL.